# Frank Klobke
Frank Klobke (* 4. August 1963) ist ein ehemaliger deutscher Fußballspieler. 
Der Defensivspieler, der in der Abwehr sowie im Mittelfeld eingesetzt werden konnte, spielte insgesamt 100-mal für den SV Meppen in der 2. Bundesliga und erzielte dabei elf Tore. Am 23. Juli 1988 gab er sein Debüt in der Zweiten Liga zum Saisonauftakt 1988/89 gegen Eintracht Braunschweig (0:0). Sein letztes Zweitligaspiel im Dezember 1991 gegen den FC St. Pauli endete ebenfalls torlos.